# Opioidi
Opioid je bilo koja tvar (agens) koja se veže na opioidne receptore, koji se uglavnom nalaze u središnjem živčanom sustavu i probavnom sustavu. Postoje četiri klase opioida: 
- Strukturna formula morfijaendogeni opioidni peptidi, koji se stvaraju u tijelu (endorfin, enkefalini)
- alkaloidi opijuma, poput morfina i kodeina
- polusintetski opioidi poput heroina i oksikodona
- potpuno sintetski opioidi poput petidina i metadona čija struktura je nevezana za onu alkaloida opijuma

Opioidni analgetici (za razliku od NSAR i analgoantipiretika) blokiraju provođenje impulsa boli od periferije prema mozgu. U opioidne analgetike spada prije svega morfin, ali i većina derivata morfina (kao što je heroin, kodein i sl.) i sintetski spojevi (petidin, pentazocin, tramadol, metadon) koji imaju isti mehanizam djelovanja. On se zasniva na vezivanju tih spojeva na m (mi), k (kapa) i d (delta) receptore, koje još nazivamo opioidni receptori (MOR) u kralježničnoj moždini i mozgu. Naime, opće je poznato da bol ima svoj najjači intenzitet neposredno nakon javljanja, a kasnije se intenzitet boli smanjuje (organizam se privikava na bol). Mehanizam te prilagodbe sastoji se od toga da neuroni luče unutarnje analgetike kao sto su enkefalini, endorfini i dinorfini. Oni svojim vezanjem na opioidne receptore ublažavaju i blokiraju daljnu bol. Taj mehanizam naziva se unutarnji analgezijski sustav. Morfin i ostali opioidni analgetici podražavaju mehanizam vezanjem na opioidne receptore, tj. oponašajući endorfine (kaže se da su opiodni analgetici agonisti opioidnih receptora). Idealni opioidni analgetik imao bi samo analgetsku aktivnost. Međutim, to nije jedini efekt opiodnih analgetika:
- reduciraju mentalnu aktivnost, uspavljuju (sedativni učinak) - zato ih nazivamo i narkotici
- poboljšavaju raspoloženje (izazivaju osjećaj euforije)
- inhibiraju disanje i kašalj (zato se, recimo, kodein i folkodin koriste kao antitusici)
- potiču centar za povraćanje
- skupljaju zjenice (mioza)
- razvijaju toleranciju i ovisnost
- u većoj mjeri izazivaju halucinacije

Vezanje za mi i delta receptore je najviše odgovorno za razvoj euforije, tolerancije, depresije disanja i razvoj ovisnosti, dok kapa receptori doprinose samo analgeziji. Upravo zbog narkotičkog efekta, razvoja euforičkog ponašanja te tolerancije i razvoja ovisnosti opioidi su opasni i primjenjuju se samo kada za to postoji medicinsko opravdanje. U ljekarnama se ovi lijekovi (izuzev tramadola) čuvaju u posebno odvojenim i strogo čuvanim sefovima. Izdavanje ovih lijekova (izuzev tramadola) u ljekarnama podliježe najstrožijim pravilima struke: recept se prilaže u dvije kopije, jedna se čuva u ljekarni, a druga se šalje osiguravateljskoj kući, izdani narkotik se upisuje u knjigu opojnih droga, a osoba koja podiže lijek mora predočiti osobnu iskaznicu i broj te iskaznice se upisuje u knjigu opojnih droga. Na taj način osigurana je kontrola izdavanja opojnih droga, a u slučaju potrebe policija u svakom trenutku ima pravo uvida u knjigu opojnih droga.

## Vanjske poveznice
www.anestezija.org  Arhivirana inačica izvorne stranice od 1. lipnja 2007. (Wayback Machine)